# Phonecards International Meeting
Il PIM - Phonecards International Meeting è una manifestazione fieristica dedicata al collezionismo delle schede telefoniche.
L'evento viene realizzato ogni anno nel mese di Aprile e l'edizione del 2025 si svolgerà dal 4 al 6 aprile presso il Parco Culturale Le Serre nel comune di Grugliasco (TO).
La fiera viene organizzata dall'associazione Worldwide Phonecards Collectors Club, un'associazione culturale senza scopo di lucro che si impegna a valorizzare e rilanciare il collezionismo delle schede telefoniche.

## Storia
Il PIM è subentrato dal 2024 al precedente evento denominato S.I.T. (Salon International de la Télécarte) che si è svolto dal 1996 al 2020 a Houilles, nei pressi di Parigi.
Agli inizi degli anni Novanta, Claude Mercadier fonda all'interno dell'associazione filatelica della città di Houilles, la sezione Télécart'Houilles e, nel 1996, realizza la prima edizione del S.I.T. che contava solo 10 espositori stranieri.

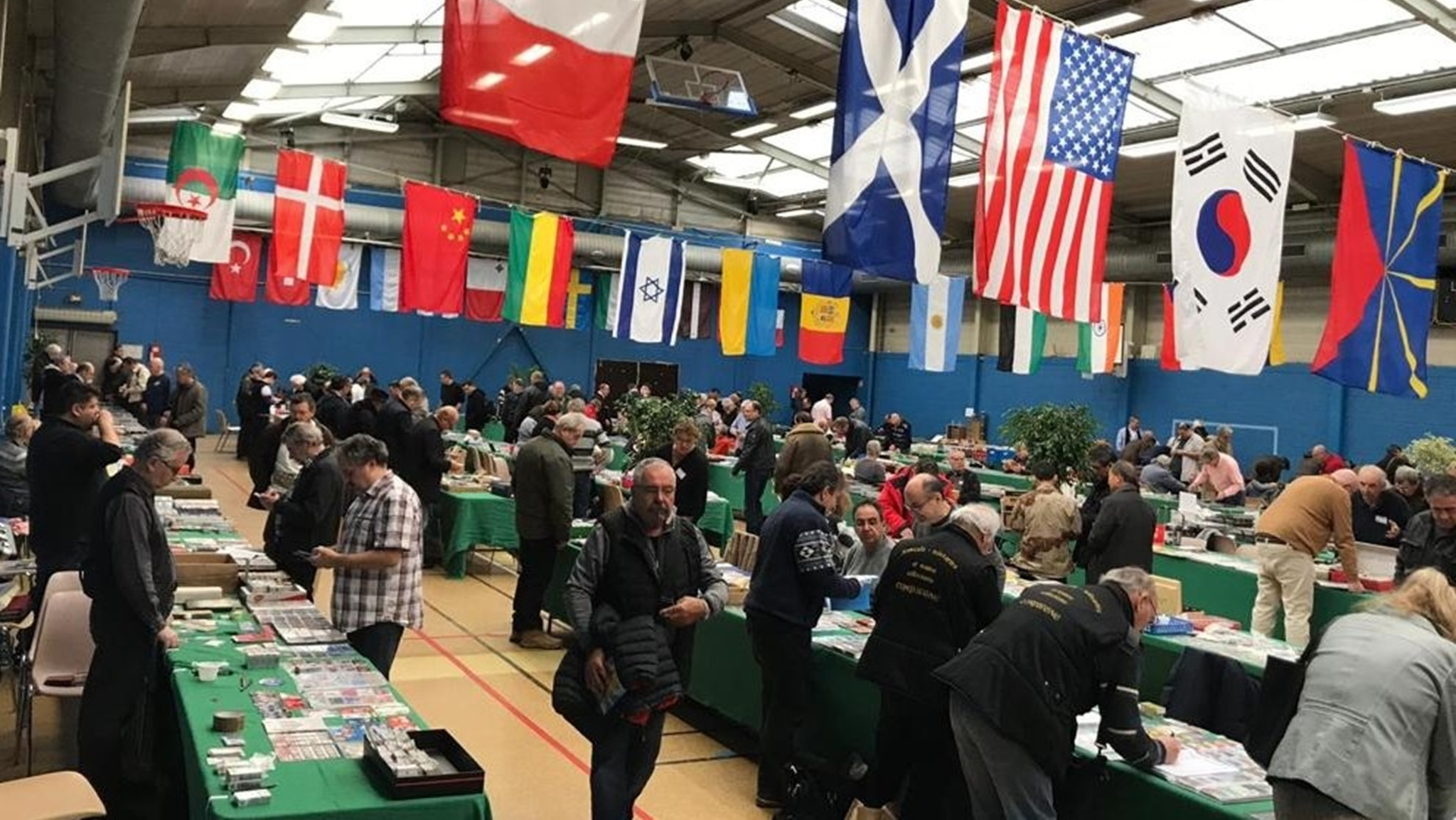
Gli anni d'oro del S.I.T.

Tale risultato fu comunque ritenuto un successo e, visto il crescente interesse verso il collezionismo delle schede telefoniche, venne deciso di replicare tale evento ogni ultimo sabato e domenica di gennaio presso una palestra comunale di Houilles adibita a mostra mercato.
Dalla seconda edizione del 1997 e fino a quella del 2015, ogni anno veniva emessa una scheda telefonica commemorativa dell'evento.
Nei primi anni Duemila, la scheda telefonica resta la protagonista indiscussa della fiera, ma i collezionisti iniziano a trovare anche espositori di altre schede in plastica: le carte regalo, le carte parcheggio e le carte fedeltà.
Nel 2015, durante la 20a edizione erano presenti 75 espositori provenienti da 34 diverse nazioni
Dal 2016 al 2020, dato il passaggio alla telefonia mobile ed il drastico calo di collezionisti di schede telefoniche, l'organizzazione della fiera ha introdotto anche le monete e le banconote negli oggetti collezionabili presenti durante il S.I.T.
L'ultima edizione del S.I.T. si è svolta nel gennaio 2020 a causa, prima, delle restrizioni dovute alla Pandemia da COVID-19 e poi dello stato di salute dell'organizzatore.
Ad inizio 2023, Davide Gambardella e Tiziano Matta decidono di fondare il PIM - Phonecards International Meeting con l'obiettivo di riprendere la fiera internazionale invitando tutti i partecipanti abituali del S.I.T.

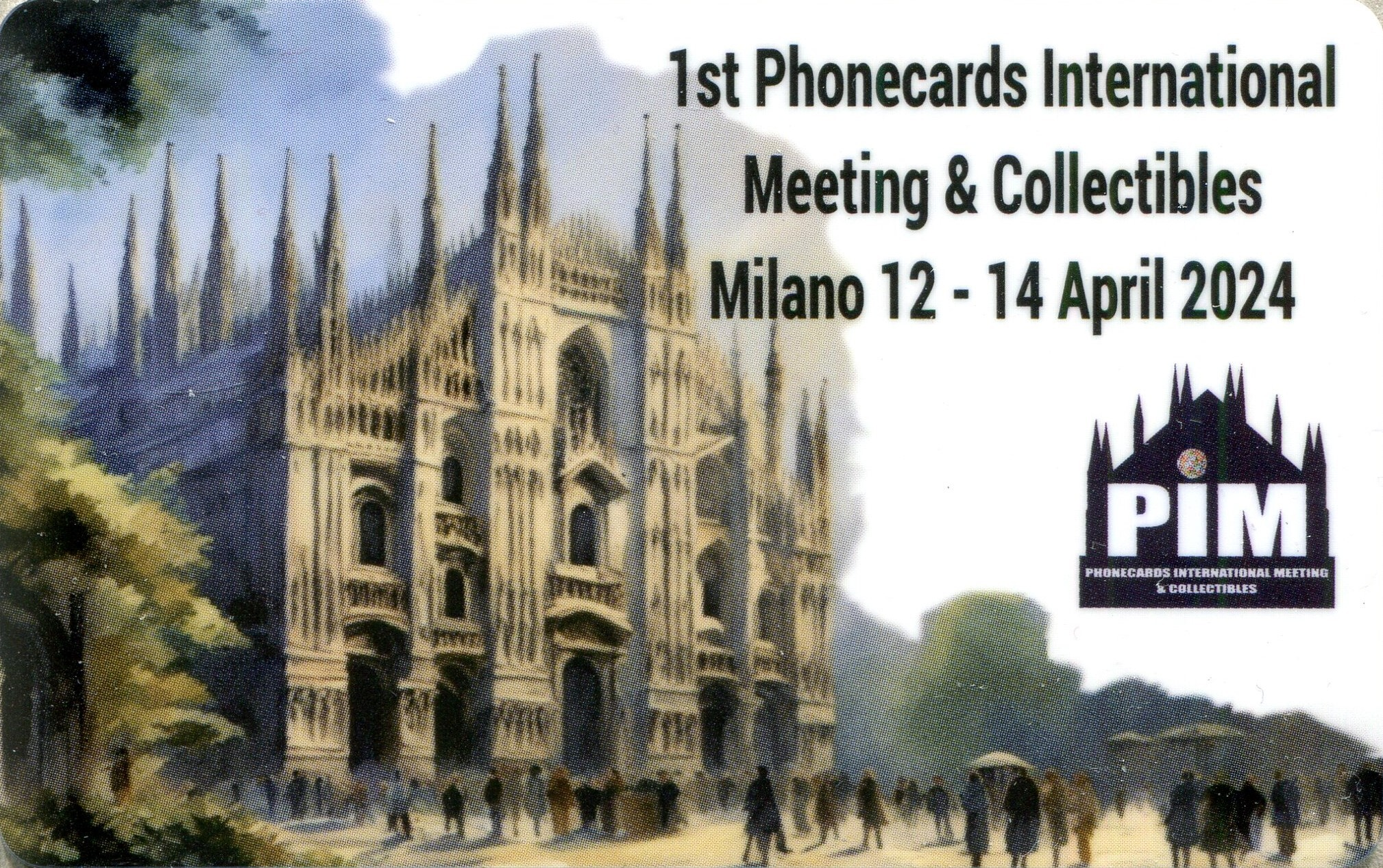
Scheda celebrativa PIM 2024

La prima edizione del PIM si è svolta dal 12 al 14 aprile 2024 presso il Parco Esposizioni Novegro di Segrate (MI) con la partecipazione di 80 espositori provenienti da 24 differenti nazioni.
Con la realizzazione del PIM sono anche ritornate le emissioni commemorative, per la precisione tramite una scheda polacca ed una cinese.
Per dare un significato anche storico all'evento collezionistico, a fine 2024 è stato deciso di spostare la fiera nella provincia di Torino, storicamente legata alle telecomunicazioni in quanto sede della nascita della SIP - Società Italiana per l'Esercizio Telefonico nel 1964 e della Urmet nel 1937.
Nel 2025 la fiera si svolgerà presso il Parco Culturale Le Serre sito nel comune di Grugliasco (TO), precisamente presso il salone La Nave, con la rappresentanza di 18 nazioni di 4 diversi continenti tramite collezionisti che esporranno schede telefoniche ed altro materiale strettamente collegato al mondo della telefonia: Italia, Francia, Spagna, Svizzera, Austria, Germania, Belgio, Paesi Bassi, Regno Unito, Irlanda, Finlandia, Polonia, Repubblica Ceca, Grecia, Australia, Cina e Sudafrica.

## Logo
Per la prima edizione della fiera nel 2024 è stato realizzato un logo con uno sfondo blu riconducibile alla sagoma del Duomo di Milano con all'interno la scritta PIM ed il puntino della "i" ad indicare il globo.
Dalla seconda edizione, è stato utilizzato un logo realizzato in uno stile più moderno con la scritta PIM all'interno di un globo sfumato azzurro volto a rappresentare l'internazionalità e l'inclusività della manifestazione.